# ILife
iLife – pakiet programów do manipulacji mediami cyfrowymi zaprojektowany przez firmę Apple dla systemu macOS. Pakiet umożliwia obsługę cyfrowych plików multimedialnych: zdjęć, muzyki, filmów a także tworzenie własnych stron WWW. Aplikacje wchodzące w skład to: GarageBand, iDVD, iMovie, iPhoto oraz dodana w 2006 iWeb. W wersji iLife '08 zrezygnowano z dodawania w pakiecie programu iTunes - jednak wciąż możliwe jest darmowe pobranie go ze strony Apple. Cały pakiet jest dołączany do nowych komputerów Apple, poza tym dostępny jest także w sprzedaży w wersji pudełkowej oraz w sklepie internetowym Mac App Store. Po raz pierwszy iLife zaprezentowano w styczniu 2003 na targach MacWorld. Pakiet jest ściśle zintegrowany z systemem macOS oraz innymi programami dostępnymi na tę platformę m.in. iWork. Cechą programów zawartych w pakiecie jest ich ścisła współpraca i wymiana danych (np. zdjęcia i slajdy w iPhoto mogą być obrabiane w iMovie z użyciem muzyki przygotowanej w GarageBand i iTunes, a dalej przetwarzane na format DVD w programie iDVD).

## Wydania
| Wersja                    | Zaprezentowanie                                    | Cena                      | Minimalna wersja systemu | Format           | iPhoto | iTunes | iMovie     | iDVD  | GarageBand | iWeb  |
| ------------------------- | -------------------------------------------------- | ------------------------- | ------------------------ | ---------------- | ------ | ------ | ---------- | ----- | ---------- | ----- |
| iLife                     | Macworld Conference & Expo, 3 stycznia 2002        | 49 $                      | 10.1                     | PowerPC          | 2      | 3      | 3          | 3     | –          | –     |
| iLife '04                 | Macworld Conference & Expo, 6 stycznia 2004        | 49 $                      | 10.2.6                   | PowerPC          | 4      | 4.2    | 4          | 4     | 1          | –     |
| iLife '05                 | Macworld Conference & Expo, 11 stycznia 2005       | 79 $                      | 10.3.4                   | PowerPC          | 5      | 4.7.1  | HD 5       | 5     | 2          | –     |
| iLife '06                 | Macworld Conference & Expo, 10 stycznia 2006       | 79 $                      | 10.4.3                   | Universal binary | 6      | 6.0.2  | HD 6       | 6     | 3          | 1     |
| iLife '08                 | Specjalna letnia konferencja, 7 sierpnia 2007      | 79 $                      | 10.4.9                   | Universal binary | 7.0    | 7.3    | 7.0 (HD 6) | 7.0   | 4.0        | 2.0   |
| iLife '09                 | Macworld Conference & Expo, 6 stycznia 2009        | 79 $                      | 10.5.6                   | Universal binary | 8.0    | –      | 8.0        | 7.0.3 | 5.0        | 3.0   |
| iLife '11 (wersja DVD)    | Specjalna letnia konferencja, 20 października 2010 | 49 $                      | 10.6.3                   | Intel            | 9.0    | –      | 9.0        | 7.1   | 6.0        | 3.0.2 |
| iLife '11 (Mac App Store) | uruchomienie Mac App Store, 6 stycznia 2011        | 15 $ za aplikację         | 10.6.6                   | Intel            | 9.4.3  | –      | 9.0.9      | –     | 6.0.5      | –     |
| iLife '13 10.0            | konferencja 22 października 2013                   | Darmowe 15 $ za aplikację | 10.9.0                   | Intel            | 9.5    | –      | 10.0       | –     | 10.0       | –     |

## Aktualne aplikacje pakietu

### iMovie
Aplikacja do tworzenia cyfrowych filmów video. Umożliwia pobieranie danych poprzez FireWire z kamer cyfrowych, aparatów czy kamery iSight a następnie ich montaż oraz eksport do innych formatów wideo. Możliwe jest także dodawanie efektów specjalnych oraz muzyki.

### GarageBand
Program do samodzielnego tworzenia muzyki. Bardzo prosty interfejs umożliwia przeciąganie gotowych sampli muzyki do linii czasu i ich miksowanie. Program w wersji 3 umożliwia tworzenie własnych podcastów.

## Nierozwijane aplikacje pakietu

### iPhoto
Umożliwia zarządzanie oraz edytowanie plików graficznych - przede wszystkim cyfrowych zdjęć. Program umożliwia zarządzanie zdjęciami od momentu pobrania ich z aparatu poprzez ich edycję i katalogowanie aż po archiwizowanie i nagrywanie na płytach, budowanie własnych pokazów slajdów czy zamieszczanie na stronach WWW w formie photocastów. Możliwe jest także zamówienie u Apple drukowanych albumów stworzonych przez iPhoto. Od wersji iLife '05 poza podstawowymi formatami jak ".jpg", ".png" czy ".tiff" możliwe jest zarządzanie plikami RAW. Program przestał być rozwijany po premierze aplikacji Zdjęcia.

### iDVD
Program do nieprofesjonalnego authoringu DVD - umożliwia przede wszystkim nagrywanie płyt DVD we współpracy z innymi aplikacjami pakietu iLife.

### iWeb
Po raz pierwszy wprowadzony w pakiecie iLife '06 to prosty i intuicyjny program do tworzenia prostych stron WWW opartych na szablonach. Możliwe jest dodawanie podcastów, photocastów oraz synchronizacja z MobileMe.